# Університет мистецтва та дизайну Мохой-Надя
Університет мистецтва та дизайну Мохой-Надя (угор. Moholy-Nagy Művészeti Egyetem), колишній Угорський університет мистецтв і дизайну, знаходиться в Будапешті, Угорщина. Університет навчаннє традиційних художників-майстрів, а також архітекторів, проектувальників і дизайнерів візуальних комунікацій.
Заклад названо на честь Ласло Мохой-Надя, угорського художника, теоретика фото- і кіномистецтва, журналіста, фігури світового авангарду першої половини XX століття.

## Історія

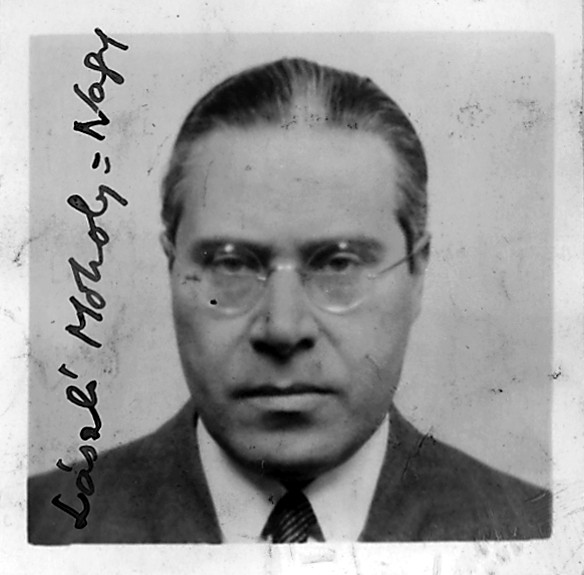
Ласло Мохой-Надь

Попередник університету мистецтв і дизайну, Угорська Королівська Національна школа мистецтв і ремесел, була заснована в 1880 році і працювала під цією назвою до 1944. Її засновник і перший директор, Густав Келеті оголосив «освітню підтримку художньої деревообробної та меблевої промисловості» метою нового закладу. Школа знаходилася під впливом Руху мистецтв і ремесел Великої Британії, а також угорського фольклору. Спочатку існувало лише одне відділення, в якому викладали архітектурний малюнок і дизайн. Ювелірні класи і класи ксилографії стартували у 1883 році, в той час як заняття з декоративного живопису і гравюри на міді почалися в 1884. Клас скульптури засновано у 1885. В 1896 році школа існувала одночасно у декількох районах Будапешту, отримала власну будівлю. В той час кількість студентів сягала 120.

### Перетворення
Ідея перетворення школи в коледж виникла на початку 1940-х років, але цьому завадила війна. Після ремонту навчання відновлено в березні 1945 року. У 1946 році міністерство вирішило змінити акредитацію школи; таким чином, було створено коледж мистецтв і ремесел.
Число студентів в 1952 році зросло до 280. У 1955 році відбулася ще одна реорганізація: припиненно курс дизайну сцени, тож залишилися залишилися класи внутрішнього оздоблення, декоративного розпису, скульптури і текстильного дизайну. Курс помислового дизайну було розпочато у 1959 році.
У 1971 році коледж отримав найвищий рівень акредитації, але залишив стару назву. У 1982 році відділи перетворилися в інститути, що дозволяло студентам отримати додаткові ступені. У середині 1980-х років створено курси фотографії, відео та арт-менеджменту. Офіційна галерея коледжу, Tölgyfa Galéra, відкрила свої двері для публіки на вулиці Henger 1987-го. У 1997 році через економічні обмеження, структура інституту була змінена знову.
У березні 2006 року Угорський університет дизайну і мистецтв оголосила свою нову назву, «Університет мистецтва та дизайну Мохой-Надя».

## Відділи
- Архітектура
- Дизайн продукту
- Силікатний дизайн
- Текстильний дизайн

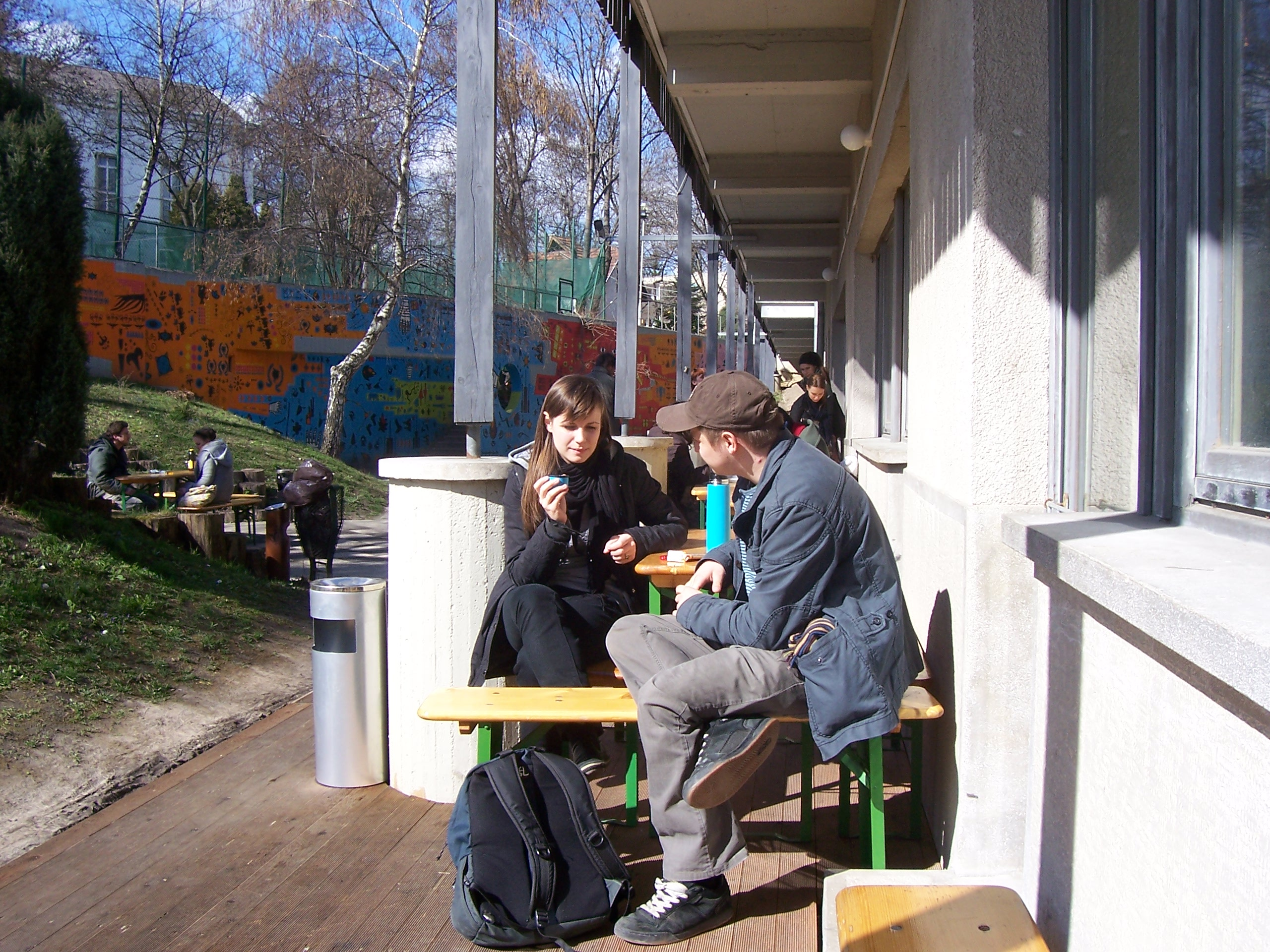
Студенти мистецтва та дизайну

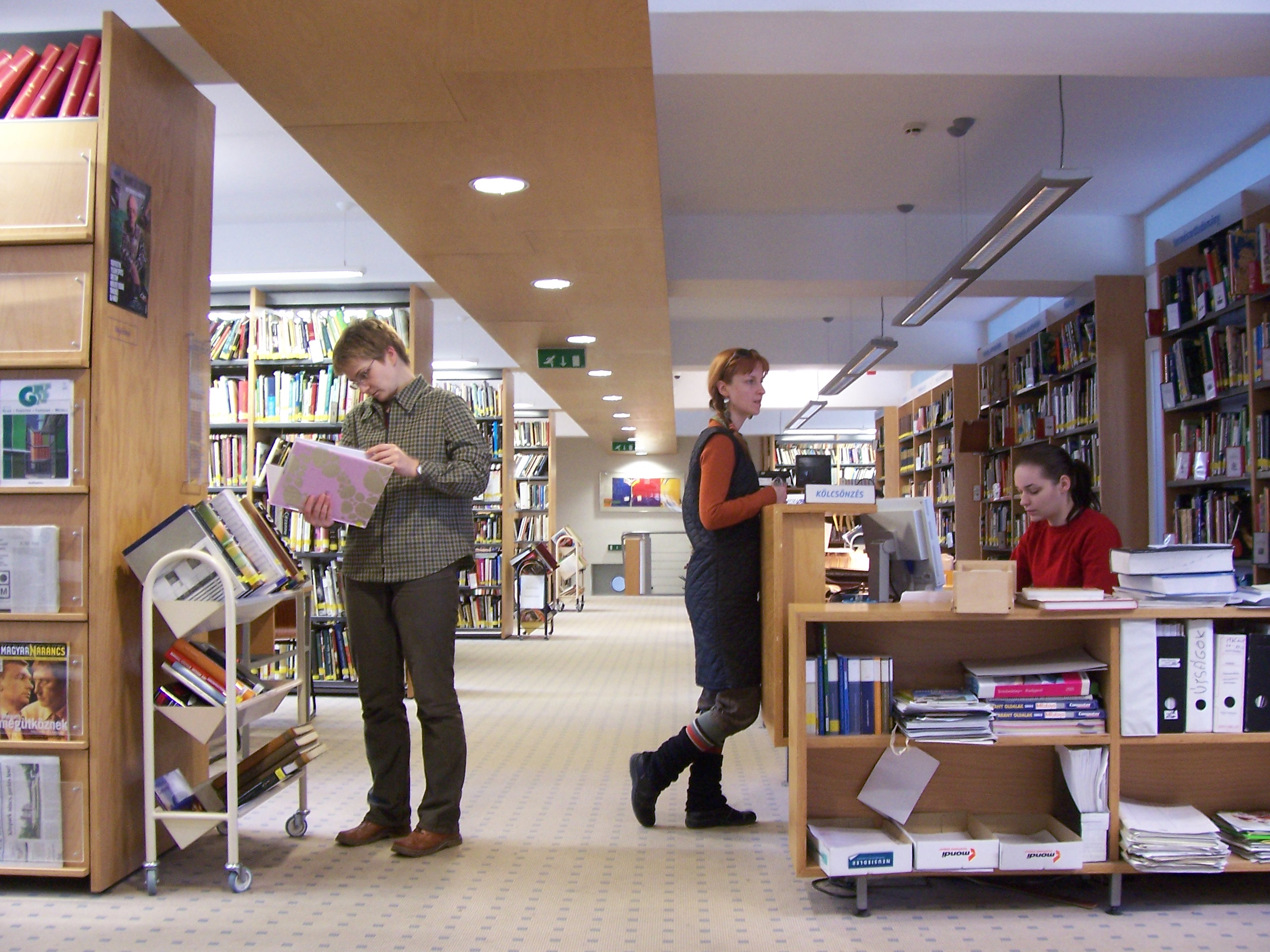
Бібліотека Університету

- Візуальні комунікації (графічний дизайн, відео, анімація, фотографія)

інші:
- Підготовки вчителів
- Менеджер з навчання
- Докторантура

## Відомі професори і студенти
- Рубік Ерньо, винахідник кубика і магії (1967–71).
- Ласло Мохой-Надь
- Шандор Бортник
- Іштван Орос